# Harlette, Harlette-Géco
Harlette is een historisch merk van motorfietsen.
De bedrijfsnaam was: Puch-Werke Aktiengesellschaft, Graz, Steiermark.
De Harlette-motorfietsen waren bij het Oostenrijkse Puch voor Harley-Davidson-importeurs in Frankrijk, Italië en België gebouwde 123- en 173cc-tweetakten. Ze werden geproduceerd van 1925 tot 1928.
In Frankrijk werden ze ook als Harlette-Géco verkocht omdat ze bij Gerkinet & Co. in Jeumont afgemonteerd werden.